# Карнеад

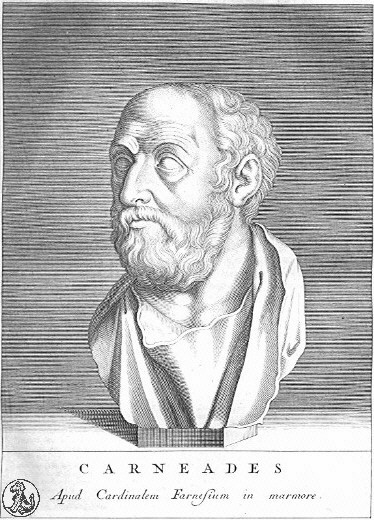
Карнеад із Кирени

Карнеад (/kɑːrˈniːədiːz/; грец. Καρνεάδης, Karneadēs, «з Карнеї»; 214/3–129/8 до н.е.) був грецьким філософом і, можливо, найвидатнішим главою стародавньої скептичної академії. Він народився в Кірені. До 159 року до нашої ери [потрібна цитата] він почав атакувати багато попередніх догматичних доктрин, особливо стоїцизм і навіть епікурейців, яких попередні скептики помилували. Як науковець (лідер) Академії, він був одним із трьох філософів, відправлених до Риму в 155 р. до н.е., де його лекції про невизначеність справедливості викликали жах серед провідних політиків. Він не залишив жодних записів. Багато з його думок відомі лише через його наступника Клітомаха. Здається, він сумнівався в здатності не тільки почуттів, але й розуму досягти істини. Його скептицизм, однак, був пом’якшений вірою в те, що ми все ж можемо встановити ймовірності (не в сенсі статистичної ймовірності, а в сенсі переконливості) істини, щоб ми могли діяти.

## Біографія
Приїхавши у 156 році до н. е. в Рим і живучи там, він займався філософією, розвивав крайній скептицизм і заперечував знання і можливість остаточного доказу. Як перший теоретик поняття ймовірності, він розрізняє три її ступені:
- представлення достовірні тільки для того, хто їх дотримується;
- представлення достовірні і не оскаржуються тими, кого вони стосуються;
- уявлення абсолютно безперечні.

Карнеад викладав свої філософські погляди усно, тому зміст його поглядів зберігся тільки у працях інших мислителів — Цицерона, Євсевія. Так само популяризації скептицизму Карнеада сприяла літературна діяльність його учнів — Клітомаха, Харміда, численні праці яких не збереглися, однак є посилання на них.
Карнеад, син Епікома або Філокома, народився в Кірені, Північна Африка у 214/213 р. до н.е. Він рано мігрував до Афін. Там він відвідував лекції стоїків, вивчаючи їхню логіку у Діогена Вавилонського і вивчаючи твори Хрісіпа. Згодом він зосередив свої зусилля на спростуванні стоїків, приєднавшись до Платонівської академії, яка постраждала від нападів стоїків. Після смерті Гегесіна Пергамського він був обраний науковцем (головою) Академії. Його велике красномовство та вміння аргументувати відродили славу академічних скептиків. Він нічого не стверджував (навіть те, що нічого не можна стверджувати) і вів енергійні аргументи проти кожної догми, підтримуваної іншими сектами.
У 155 році до нашої ери, коли йому було п'ятдесят вісім років, він був обраний разом зі стоїком Діогеном з Вавилону та перипатетиком Критолаєм, щоб вирушити послом до Риму, щоб скасувати штраф у 500 талантів, який був накладений на афінян за знищення Оропуса. Під час свого перебування в Римі він привернув велику увагу своїми красномовними промовами на філософські теми. Саме тут у присутності Катона Старшого він виголосив кілька речей про справедливість. Перша промова була на вшанування чесноти римської справедливості. Наступного дня він виголосив другу промову, в якій спростував усі аргументи, наведені напередодні. Він переконливо намагався довести, що справедливість неминуче проблематична, і не даність, коли мова йшла про чесноту, а просто компактний пристрій, який вважався необхідним для підтримки добре впорядкованого суспільства. Ця промова шокувала Катона. Визнаючи потенційну небезпеку аргументів Карнеада, Катон закликав римський сенат відправити Карнеада назад до Афін, щоб запобігти повторному перегляду римських доктрин для римської молоді. Карнеад прожив двадцять сім років після цього в Афінах.
Через погане здоров’я Карнеада на посаді вченого його змінив Полемарх Нікомедійський (137/136 до н. е.), який помер у 131/130 до н.е. Крейт помер у 127/126 р. до н.е., і його наступником став Клітомах. Карнеад помер у 129/128 р. до н.е., у віці 85 років (хоча Цицерон каже, що йому 90).

Карнеадес описується як людина невтомної працьовитості. Він був настільки захоплений навчанням, що дозволив своєму волоссю та нігтям відрости до непомірної довжини, і був настільки відсутній за власним столом (бо він ніколи не обідав би), що його слуга і наложниця Мелісса була постійно змушена годувати його. Латинський письменник і письменник Валерій Максим, якому ми зобов’язані останнім анекдотом, розповідає, що Карнеад, перш ніж поговорити з Хрісіппом, мав звичай очищатися від морозника, щоб мати гостріший розум. У старості він страждав від катаракти в очах, яку він переносив з великим нетерпінням, і так мало змирився з розкладом природи, що часто запитував сердито, чи не так природа знищила те, що мала? зробив, а іноді висловлював бажання отруїтися.

## Філософія
Карнеадес відомий як академічний скептик. Академічні скептики (так звані тому, що це був тип скептицизму, якому навчали в Академії Платона в Афінах) стверджують, що будь-яке знання неможливе, за винятком знання, що будь-яке інше знання неможливе.
Карнеад не залишив жодних творів, і все, що відомо про його лекції, походить від його близького друга та учня Клітомаха; але він був настільки вірним своїм власним принципам не дати згоди, що Клітомах зізнається, що ніколи не міг з'ясувати, що насправді думає його господар з будь-якої теми. В етиці, яка була предметом його інтересу довгий час, Карнеад заперечував відповідність моральних уявлень природі. На цьому він особливо наполягав у другій промові про справедливість, у якій явно хотів передати власні думки з цього приводу; і він там стверджує, що ідеї справедливості не походять від природи, а що вони є чисто штучними для цілей доцільності.
Все це, однак, було не що інше, як особливе застосування його загальної теорії, що люди не володіли і ніколи не могли володіти жодним критерієм істини.
Карнеадес стверджував, що, якби існував критерій, він повинен існувати або в розумі (логос), або в відчутті (aisthêsis), або в уявленні (фантазія). Але тоді сам розум залежить від зачаття, а це знову ж таки від відчуття; і ми не можемо судити, чи є наші відчуття істинними чи хибними, чи відповідають вони об’єктам, які їх породжують, чи несуть в розум неправильні враження, породжуючи хибні концепції та ідеї, а також вводячи розум в помилку. Отже, відчуття, уявлення та розум однаково дискваліфіковані як критерій істини.

Але зрештою, люди повинні жити та діяти, і повинні мати якесь правило практичного життя; тому, хоча неможливо виголосити що-небудь абсолютно істинним, ми все ж можемо встановити ймовірності різних ступенів. Бо, хоча ми не можемо сказати, що будь-яка дана концепція чи відчуття самі по собі є істинними, однак деякі відчуття здаються нам більш істинними, ніж інші, і ми повинні керуватися тим, що здається найбільш істинним. Знову ж таки, відчуття не поодинокі, а загалом поєднані з іншими, які або підтверджують, або суперечать їм; і чим більша ця комбінація, тим більша ймовірність того, що це буде істинним, що решта об'єднується для підтвердження; і випадок, коли найбільша кількість концепцій, кожна сама по собі, мабуть, найбільш істинна, повинна об’єднатися, щоб підтвердити те, що також само по собі видається найбільш істинним, представляв би для Карнеада найвищу ймовірність і його найближче наближення до істини.